# Nasser al-Mohammed al-Ahmed al-Sabah

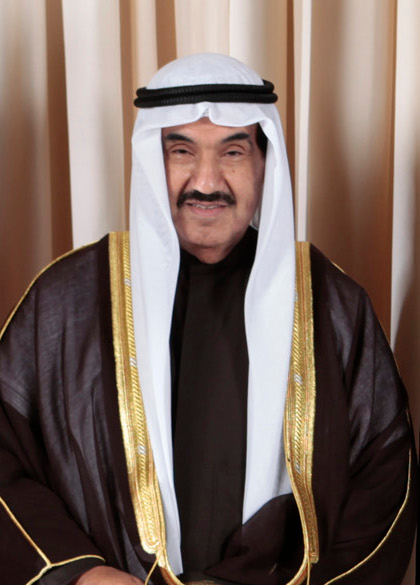

Schejk Nasser al-Mohammed al-Ahmed al-Sabah (arabiska: ناصر المحمد الأحمد الصباح), född 1940, är en kuwaitisk politiker som var Kuwaits premiärminister mellan 7 februari 2006 och 28 november 2011.
Nasser studerade vid Université de Genève och har examen i ekonomi och statsvetenskap sedan 1964. Tidigare har han bland annat haft poster som ambassadör i Iran och Afghanistan, samt varit informationsminister, arbetsmarknads- och socialminister, handelsminister och minister för kungahuset. Han talar arabiska, engelska, franska samt en del persiska.
Som premiärminister efterträdde han Sabah Al-Ahmad Al-Jaber Al-Sabah. 2011 efterträddes han på posten av Jaber al-Mubarak al-Hamad al-Sabah.